# Leptopyrgota isabelae
Leptopyrgota isabelae är en tvåvingeart som beskrevs av Georges Bernardi 1992. Leptopyrgota isabelae ingår i släktet Leptopyrgota och familjen Pyrgotidae. Inga underarter finns listade i Catalogue of Life.